# The Awesome Adventures of Captain Spirit
The Awesome Adventures of Captain Spirit (chamado no Brasil de As Aventuras Iradas de Captain Spirit) é um jogo eletrônico de aventura gráfica desenvolvido pela Dontnod Entertainment e publicado pela Square Enix. Foi lançado gratuitamente em formato digital em 25 de junho de 2018 para Microsoft Windows, PlayStation 4 e Xbox One como uma demonstração para Life Is Strange 2. A história acompanha Chris Eriksen, um menino que cria seu próprio alter ego super-herói chamado Capitão Spirit com o objetivo de lidar com a perda de sua mãe. O título foi bem recebido pela imprensa, que elogiou sua narrativa, protagonista e roteiro, porém sua jogabilidade e alguns aspectos da trama foram criticados.

## Jogabilidade e enredo
The Awesome Adventures of Captain Spirit é uma aventura gráfica ambientada no mesmo universo da série Life Is Strange, ocorrendo três anos após os eventos do jogo original. O jogador assume o papel de um menino chamado Chris Eriksen. A história se passa em Beaver Creek, Óregon, onde Chris mora com seu pai, Charles, que tenta superar a morte da mãe do garoto. Em um sábado de manhã, Chris cria o alter ego super-herói Capitão Spirit e projeta sua imaginação na realidade. Seu traje é personalizável e também é possível interagir com o ambiente, o qual contém missões como uma caça ao tesouro e explorar um planeta imaginário. Árvores de diálogo são usadas para responder a personagens não-jogáveis. As escolhas que o jogador faz em The Awesome Adventures of Captain Spirit geram consequências em Life Is Strange 2, em que Chris também faz uma aparição.

## Desenvolvimento e lançamento
De acordo com a empresa desenvolvedora, Dontnod Entertainment, o jogo realiza o desejo deles em expandir o universo de Life Is Strange, que surgiu durante a produção de Life Is Strange 2, para o qual The Awesome Adventures of Captain Spirit serve como uma demonstração. Os co-diretores Raoul Barbet e Michel Koch colaboraram com os roteiristas Christian Divine e Jean-Luc Cano para criar a história e os personagens. Eles realizaram uma pequisa referencial para determinar um lugar pelo qual o pai do protagonista poderia pagar para viver, incluindo a natureza de seu trabalho. A Dontnod usou o jogo para experimentar as mecânicas de Life Is Strange; as árvores de diálogo foram melhoradas para permitir respostas enquanto os personagens se movem. Usando o Unreal Engine 4, a empresa desenvolveu um novo sistema de animação facial e física e projetou recursos originais. O jogo foi influenciado pelos animes japoneses Sailor Moon e Saint Seiya, de acordo com Barbet. A canção "Death with Dignity" de Sufjan Stevens é usada para representar o tema da perda.
The Awesome Adventures of Captain Spirit foi revelado na conferência de imprensa da Microsoft na Electronic Entertainment Expo em 10 de junho de 2018. Ele foi inicialmente anunciado para ser lançado gratuitamente em 26 de junho daquele ano, mas acabou liberado de forma antecipada; em 25 de junho na América do Norte e na Europa e no dia seguinte na Austrália.

## Recepção
The Awesome Adventures of Captain Spirit recebeu críticas geralmente favoráveis, de acordo com o Metacritic. Brett Makedonski do Destructoid ficou mais impressionado com a narrativa do jogo, que o deixou querendo mais. Joe Juba da Game Informer teve a mesma opinião e apreciou a parábola entre a imaginação de Chris e sua contraparte da vida real. Suas conexões explícitas com Life Is Strange 2 também despertaram entusiasmo nele. Escrevendo para o Game Revolution, Michael Leri gostou de jogar como Capitão Spirit, observando a função do personagem em contrastar com as "interações animadas" mundanas. Na opinião de James O'Connor do GameSpot, Chris teve sucesso "como uma figura simpática"; o revisor ainda elogiou as cenas por serem visualmente inventivas. Ele achou o roteiro "justo" e chamou a narrativa de "inteligente". Andy Hartup do GamesRadar+ elogiou o fato de o jogo ser gratuito e concordou com O'Connor sobre a concisão do enredo, afirmando também que este continha charme e "drama humano genuíno". Escrevendo para o IGN, Louisa Blatt achou a dinâmica pai-filho emocionalmente satisfatória, nunca ficando entediada com a história. Ela também declarou o cenário como o "mais bonito que já tinha visto em um jogo de Life is Strange". Adam Cook da VideoGamer.com escreveu em seu veredito: "Como um teaser para Life is Strange 2, Captain Spirit faz o seu trabalho", citando sua duração como ponto positivo.
Por outro lado, Makedonski não gostou de como a demonstração terminou em um cliffhanger "gratuito". Para Juba, os segmentos mais fracos foram aqueles que usavam mecânicas tradicionais de jogos de aventura. Leri criticou o roteiro por suas mudanças tonais "extremas" e diálogos "medíocres". Já O'Connor reclamou do fato dos personagens serem clichês. Hartup acusou o jogo de ser muito curto, Blatt ficou irritada com a mecânica primária e escreveu que as missões não a desafiavam, enquanto Cook questionou a sutileza do enredo.
O jogo foi indicado na categoria "Jogo, Franquia de Aventura", na premiação da National Academy of Video Game Trade Reviewers (NAVGTR) e para o "Prêmio de Inovação Cultural Matthew Crump" no SXSW Gaming Awards.